# Itua
Itua fou una tribu aramea de Mesopotàmia que hauria establert un estat al Zab Inferior al segle viii aC. Van arribar a la zona de les vall del Turnat en el regnat d'Adadnirari III (811-783 aC) però foren derrotats el 791 aC; obstinadament van reprendre la lluita el 783, 7782, 777 i 769 aC i finalment van poder entrar en territori assiri en temps d'Ashurnirari V (755-745 aC). No se'ls esmenta gaire després però sembla que en general van seguir la mateixa política que els estats arameus més al sud com Gambulu.